# Отминово
Отми́ново (бел. Ацмі́нава) — агрогородок в Новогрудском районе Гродненской области Белоруссии. В составе Вселюбского сельсовета.

## География
Высота населённого пункта над уровнем моря — 153 м.

### Гидрография
Река Осоцка.

## Этимология
В известной из-под Миор фамилии Этминович по сравнению с известной в том же регионе (под Браславом) фамилией Эйтминович (от двухосновного балтско-литовского имени Eit-minas) с течением времени так же исчез дифтонг -ei-. Переход Э- > A- в названии Отминово произошел так же (в предбезударном слоге), как в названии Адымянишки (< Eid-minas), в которой также исчез такой же самый дифтонг.
Ото (Oto) и Мино (Minno) — имена германского происхождения. Кроме того, означало древнее германское имя Otman.

## История
В 2011 году деревня Отминово преобразована в агрогородок.
До 22 августа 2017 года являлся административным центром и входил в состав Отминовского сельсовета.

## Население

### Численность
- 2019 год — 214 человек

### Динамика
- 1909 год — 439 человек в деревне Отминово и 41 человек в имении Отминово[6]
- 2008 год — 366 человек
- 2019 год — 214 человек (перепись населения)[7]

## Инфраструктура
Магазины, комплексно-приёмный пункт, отделение связи, фельдшерско-акушерский пункт, Дом культуры и публичная библиотека (филиал № 55 сети публичных библиотек Новогрудского района, фонд — 10 126 экземпляров).

## Образование
- Средняя школа
- Детский сад
- Библиотека

## Культура
- Дом культуры
- Музей

## Достопримечательность
- Памятник погибшим воинам-односельчанам
- Могила семьи Лаптевых